# Base Marambio
La Base Antártica Conjunta Marambio, o simplemente base Marambio, es la principal estación científica con apoyo logístico militar permanente de Argentina y una de las principales de toda la Antártida. Se halla bajo dependencia del Comando Conjunto Antártico y se encuentra ubicada en la isla Seymour o Marambio sobre el mar de Weddell (64°14′S 56°38′O / -64.233, -56.633) dentro del sector reclamado por Argentina con el nombre de Antártida Argentina. Esta isla tiene alrededor de 14 km de longitud por 8 km de ancho y la base está construida sobre una meseta a unos 200 m s. n. m. Las temperaturas en el lugar llegan fácilmente a los treinta grados bajo cero y los vientos a 120 km/h, estos fuertes vientos, a su vez, son los que evitan una gran acumulación de nieve en la zona de la meseta. La base se encuentra a 3304 kilómetros de Buenos Aires.
Debe su nombre a Gustavo Argentino Marambio, pionero de la aviación argentina sobre el sector antártico. Fue fundada el 29 de octubre de 1969, y se mantiene en actividad durante todo el año con población permanente.

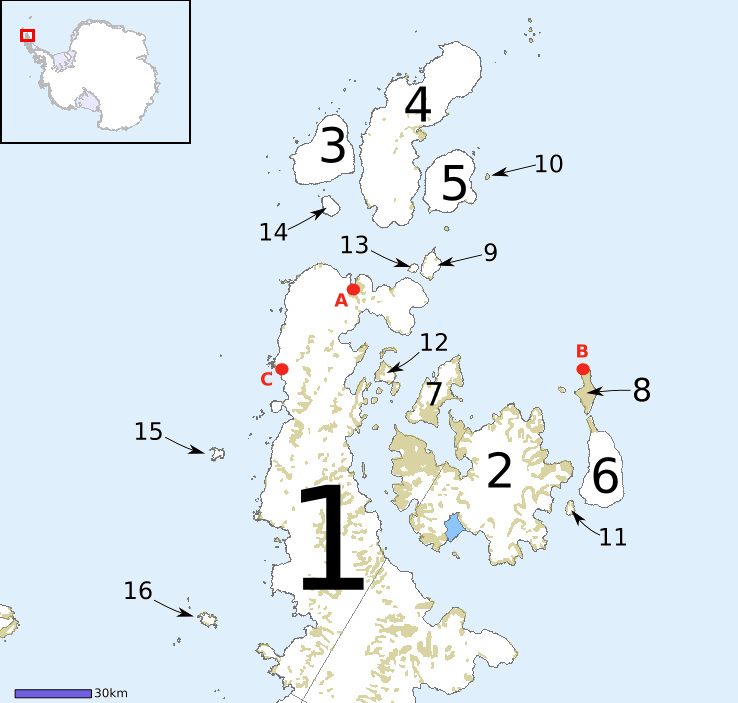
Mapa del extremo de la península antártica mostrando a la base Marambio (B).

Durante todo el año se desarrollan diferentes actividades científicas como la medición de ozono atmosférico en otras y se otorga especial atención en la Protección del Ambiente. Algunas de las actividades científicas en la base están reunidas en el LAMBI (Laboratorio Antártico Multidisciplinario en Base Marambio).

## Clima
La base Marambio posee un clima polar antártico, con temperaturas normales que no superan los 0 °C. La temperatura promedio anual es de -8.8 °C.
El 6 de febrero de 2020 se registró la temperatura más alta para un mes de febrero desde 1971 con 15.8 grados centígrados, superando los 13.8 grados del 24 de febrero de 2013.
En verano, las temperaturas diarias varían entre los 2 °C, y los -5 °C, y las extremas pueden llegar hasta los 10 °C de máxima, y hasta -20 °C de mínima. Dado el frío habitual incluso en esta época, el verano suele ser la estación con mayor cantidad de días con nevadas, porque las precipitaciones suelen darse con más frecuencia.
En invierno las temperaturas son bastante más bajas que en verano, con máximas diarias de -20 °C y mínimas de -35 °C, y la sensación térmica alcanza habitualmente los -40 °C. Las temperaturas extremas pueden llegar hasta -45 °C de mínima, pero de máxima no superan los -10 °C.
| Parámetros climáticos promedio de Base Marambio                            | Parámetros climáticos promedio de Base Marambio | Parámetros climáticos promedio de Base Marambio | Parámetros climáticos promedio de Base Marambio | Parámetros climáticos promedio de Base Marambio | Parámetros climáticos promedio de Base Marambio | Parámetros climáticos promedio de Base Marambio | Parámetros climáticos promedio de Base Marambio | Parámetros climáticos promedio de Base Marambio | Parámetros climáticos promedio de Base Marambio | Parámetros climáticos promedio de Base Marambio | Parámetros climáticos promedio de Base Marambio | Parámetros climáticos promedio de Base Marambio | Parámetros climáticos promedio de Base Marambio |
| Mes                                                                        | Ene.                                            | Feb.                                            | Mar.                                            | Abr.                                            | May.                                            | Jun.                                            | Jul.                                            | Ago.                                            | Sep.                                            | Oct.                                            | Nov.                                            | Dic.                                            | Anual                                           |
| -------------------------------------------------------------------------- | ----------------------------------------------- | ----------------------------------------------- | ----------------------------------------------- | ----------------------------------------------- | ----------------------------------------------- | ----------------------------------------------- | ----------------------------------------------- | ----------------------------------------------- | ----------------------------------------------- | ----------------------------------------------- | ----------------------------------------------- | ----------------------------------------------- | ----------------------------------------------- |
| Temp. máx. abs. (°C)                                                       | 15.2                                            | 15.8                                            | 17.4                                            | 12.3                                            | 15.4                                            | 8.4                                             | 10.8                                            | 8.5                                             | 9.8                                             | 11.7                                            | 13.8                                            | 16.5                                            | 17.4                                            |
| Temp. máx. media (°C)                                                      | 0.1                                             | -0.6                                            | -3.5                                            | -7.9                                            | -10.0                                           | -10.9                                           | -10.9                                           | -10.8                                           | -6.9                                            | -3.0                                            | -1.4                                            | 0.5                                             | -5.4                                            |
| Temp. media (°C)                                                           | -1.9                                            | -3.0                                            | -6.9                                            | -12.1                                           | -13.8                                           | -15.1                                           | -14.9                                           | -14.5                                           | -11.1                                           | -7.1                                            | -4.3                                            | -1.7                                            | -8.9                                            |
| Temp. mín. media (°C)                                                      | -3.6                                            | -5.2                                            | -9.9                                            | -15.4                                           | -17.2                                           | -18.7                                           | -18.4                                           | -18.8                                           | -15.0                                           | -10.6                                           | -7.0                                            | -3.7                                            | -12.0                                           |
| Temp. mín. abs. (°C)                                                       | -9.5                                            | -15.6                                           | -24.6                                           | -31.5                                           | -34.5                                           | -37.6                                           | -36.8                                           | -38.3                                           | -34.0                                           | -26.8                                           | -21.3                                           | -11.2                                           | -38.3                                           |
| Precipitación total (mm)                                                   | 56                                              | 48                                              | 75                                              | 59                                              | 54                                              | 47                                              | 54                                              | 72                                              | 62                                              | 56                                              | 65                                              | 59                                              | 707                                             |
| Días de nevadas (≥ 1 mm)                                                   | 16                                              | 13                                              | 13                                              | 12                                              | 9                                               | 8                                               | 8                                               | 7                                               | 8                                               | 10                                              | 13                                              | 15                                              | 132                                             |
| Fuente n.º 1: Servicio Meteorológico Nacional, Weatherbase (precipitación) |                                                 |                                                 |                                                 |                                                 |                                                 |                                                 |                                                 |                                                 |                                                 |                                                 |                                                 |                                                 |                                                 |
| Fuente n.º 2: Meteo Climat                                                 |                                                 |                                                 |                                                 |                                                 |                                                 |                                                 |                                                 |                                                 |                                                 |                                                 |                                                 |                                                 |                                                 |

## Historia

### Construcción y desarrollo de la base

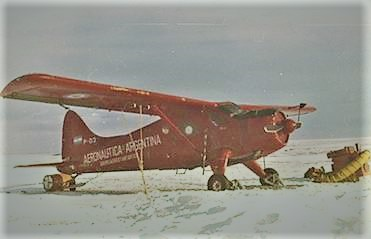
Avión monomotor DHC-2 "Beaver" matrícula P-03. Primer aterrizaje con ruedas en el continente antártico.

El incremento de la actividad antártica argentina desarrollado desde 1940 creó la necesidad de una pista aérea operable durante todo el año por aviones con ruedas. Los vuelos del Vicecomodoro Mario Luis Olezza al Polo sur y las frecuentes operaciones desde la base Matienzo mostraban la necesidad de asegurar mejor el transporte y las comunicaciones en el sector.
En diciembre de 1951 el Vicecomodoro Gustavo Marambio sobrevoló la bahía Margarita en el sector noroeste de la península antártica, luego, en 1952, estudió posibles lugares de aterrizaje en el Sector Antártico Argentino que es oficialmente parte de la Provincia de Tierra del Fuego, Antártida e Islas del Atlántico Sur.
En la década de 1960 la Fuerza Aérea Argentina se empeñó en localizar una zona apta para habilitar una pista de aterrizaje destinada a la operación regular y continua de aeronaves de gran porte en la Antártida. El 25 de noviembre de 1968 un grupo de la Fuerza Aérea embarcado en el rompehielos ARA General San Martín, se posó sobre la meseta de la isla Marambio a bordo de dos helicópteros Bell UH-1 para recoger muestras de terreno y efectuar mediciones y observaciones de la zona. Su reporte sobre el lugar fue decisivo ya que no había grandes obstáculos que pusieran en problemas las maniobras aéreas y la longitud de la meseta estaba virtualmente libre de hielo.
El 30 de agosto de 1969 el equipo de la Fuerza Aérea liderado por el Vicecomodoro Olezza ocupó la isla. Se trasladó materiales y personal desde la base Matienzo con el propósito de construir una pista de aterrizaje en la meseta. Fueron necesarios varios viajes de un avión monomotor DHC-2 Beaver para movilizar los recursos necesarios. El personal transportado, 23 oficiales y suboficiales, constituyó la «Patrulla Soberanía», instalándose, dos campamentos «Alfa» al mando del teniente Francisco Florencio Mensi, en la bahía, al pie de la meseta y sobre la misma el «Campamento Beta» al mando del teniente Mario Víctor Licciardello. Estos hombres trabajaron duramente en condiciones extremas utilizando picos y palas, para construir la pista de aterrizaje que se requería.
En septiembre de 1969 la nueva pista tenía una extensión de 300 metros, el mismo avión Beaver que había trasladado al personal y equipo, realizó el primer aterrizaje con ruedas en el Casquete Polar Antártico. En septiembre de 1969, cuando la pista tenía 400 metros, permitió el aterrizaje de un bimotor Douglas C-47.
La «base aérea Vicecomodoro Marambio» fue fundada el 29 de octubre de 1969 cuando un Fokker F-27 Friendship de la Fuerza Aérea Argentina al mando del Vicecomodoro Erwin Roberto Kern, partió de Río Gallegos y aterrizó en la base Marambio, transportando autoridades civiles y militares. Esta fue el primer aterrizado de un vuelo a la Antártida que partió desde otro continente usando ruedas convencionales. La Antártida dejó de ser un lugar aislado, ya que las bases de diversos países quedaron interconectadas con el resto del mundo a lo largo del año. Fue considerado el más importante evento antártico de la década.

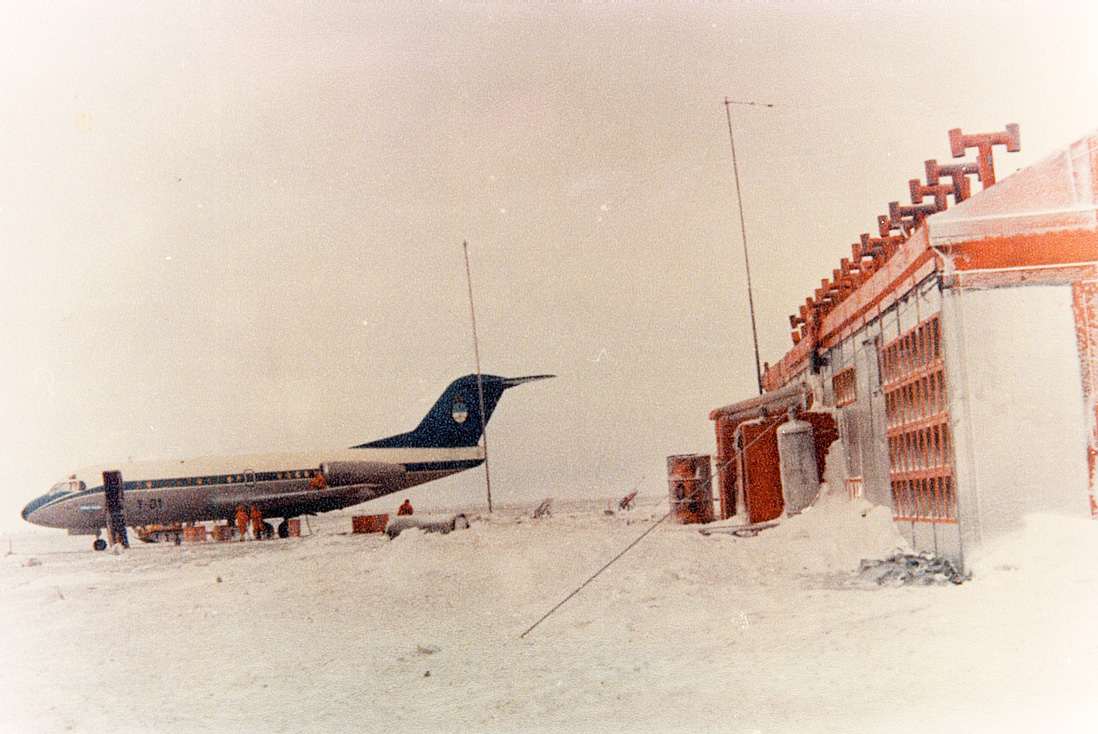
El F28 T-01 en la base, el 28 de julio de 1973, después de un vuelo de prueba para el viaje de Raúl Lastiri.

El 11 de abril de 1970, cuando la pista tenía ya una longitud de 1200 m, permitió la operación de aviones de transporte de gran tamaño como el C-130 Hercules que aterrizó con sus ruedas ese día al mando del comodoro Arturo Athos Gandolfi. El Fokker F-28 Fellowship presidencial T-01 Patagonia fue el primer jet que aterrizó en la Antártida el 28 de julio de 1973. Cabe destacar que su hangar, construido en el año 1970 y creación del diseñador industrial argentino  Mario Héctor Silvio Mariño, fue en su momento la construcción en plástico más grande del mundo, y que aún sigue en pie.

### Desarrollo posterior
El 15 de abril de 1996 el obispo castrense de la Argentina, de quien depende el capellán antártico argentino, inauguró el oratorio católico de la capilla Santísima Virgen de Luján en la base Marambio.
En mayo de 2014 el papa Francisco recibió en audiencia en la Ciudad del Vaticano, al presidente de la Fundación Marambio, Juan Carlos Luján y su esposa. La fundación invitó al papa para que, en su viaje a Argentina, visite la base Marambio, para lo cual se acondicionaría un avión para realizar el vuelo de tres horas hasta la isla Marambio.

En julio del 2014 científicos argentinos del CONICET descubrieron los fósiles de los mamíferos más antiguos, pertenecientes al género Litopterna (de gran difusión en Sudamérica durante el Cenozoico) y más precisamente de la familia Sparnotheriodontidae, que habitaron la Antártida hace por lo menos 55 millones de años AP.
En julio de 2016 el Ministerio de Defensa argentino anunció las intenciones de realizar vuelos turísticos hacia la base Marambio a partir del verano austral de 2018. Para ello, se acondicionará el aeropuerto de dicha base para poder recibir vuelos civiles. Dichos vuelos serán operados por Líneas Aéreas del Estado (LADE). Habrá un cupo de 20 turistas por semana, que además deberán respetar el protocolo de seguridad antártico. Argentina ya realiza visitas turísticas a la Antártida, con cruceros que parten desde Ushuaia.

## Aeródromo

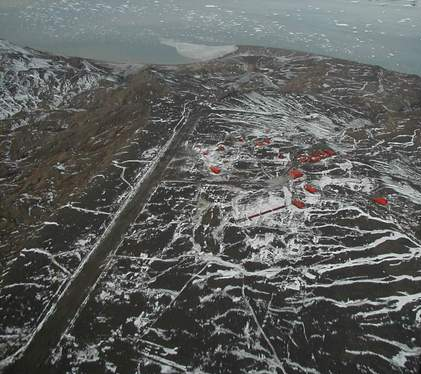
Aeropuerto de la base.

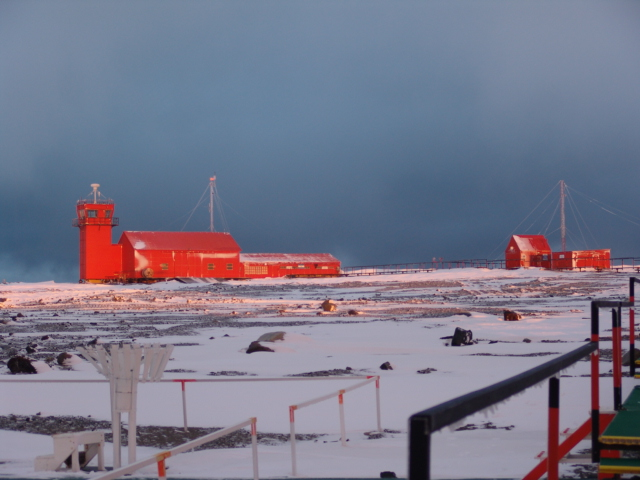
Vista de la torre de control de la base.

El aeródromo de la base Marambio es uno de los más antiguos de toda la Antártida y funciona como puente aéreo entre la Argentina continental y la Antártida Argentina. 
La pista de aterrizaje es de tierra compactada, en el permafrost, apta para operar con aviones de gran porte utilizando tren de aterrizaje convencional. Esta pista fue construida por los integrantes de la Patrulla Soberanía que en un entorno tan hostil y en condiciones muy precarias, viviendo en carpas y trabajando con picos y palas realizaron un gran esfuerzo para lograr su objetivo. Rompiendo así el aislamiento y generando un puente aéreo con el continente. El equipo liderado por el Vicecomodoro Mario Luis Olezza construyó la pista de 1200 m de longitud y 40 de ancho, la primera en el continente antártico. Los suministros pueden llegar a la base Marambio durante todo el año para ser posteriormente distribuidos a las otras bases argentinas cercanas (excepto la Belgrano II). Hay cerca de 100 vuelos intercontinentales cada año hacia la base, siendo el C-130 Hércules el medio principal de abastecimiento por parte de la Fuerza Aérea Argentina.

### Servicios e instalaciones
En el año 2012 la base contaba con una pista de aterrizaje de 1200 m y a partir de 2015 otra con 1600 m de largo por 30 m de ancho y la primera orientada a los 60/240°, con una elevación de 230 °m; disponen de balizamiento eléctrico y una línea de luces estroboscópicas tipo flash, orientada para la cabecera 24. La plataforma de estacionamiento permite la entrada de aviones Hércules C-130 con acceso a la planta de combustible; servicios concurrentes: sanidad, contraincendio; además cuenta con la ayuda necesaria para la navegación aérea y el aterrizaje en condiciones meteorológicas de escasa visibilidad.
Para tareas de enlace con otras bases tiene una aeronave permanente, un DHC-6 Twin Otter. Durante el verano el Escuadrón Helicópteros con dos máquinas Bell 212 brinda apoyo a la actividad científica. La torre de vuelo de la base tiene 12 m de elevación y ayudas a la navegación radioeléctricas y visuales.

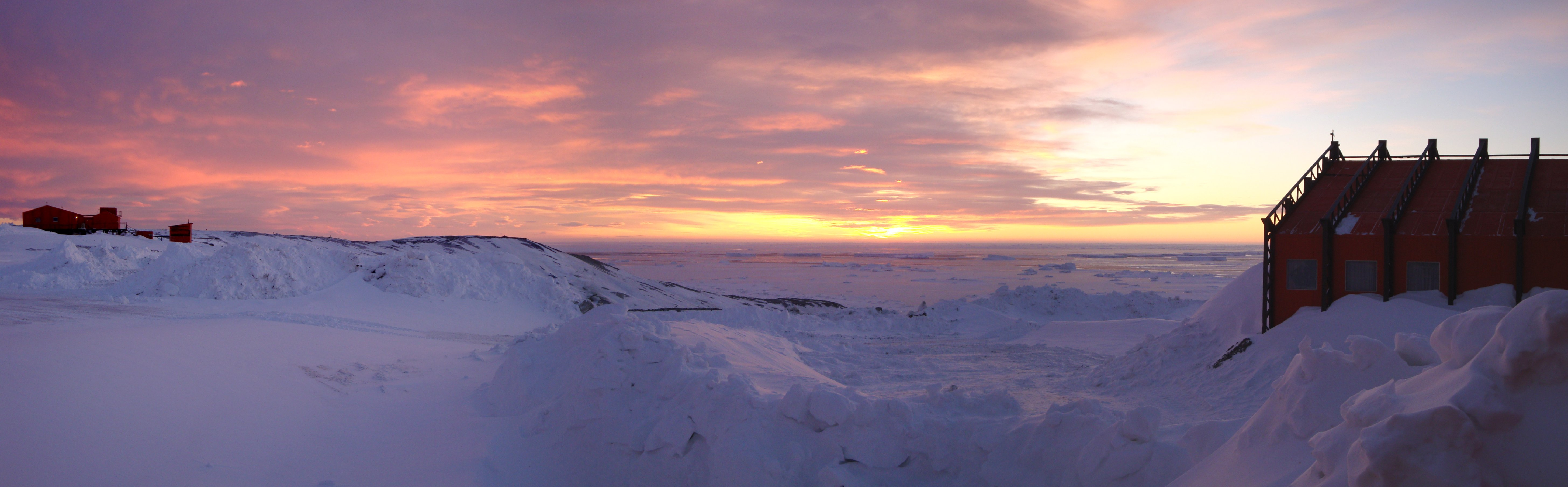
Vista panorámica de la base.

El Escuadrón Aeromóvil, asentado en la base, que opera en todo el sector antártico argentino está constituido, desde fines de 2013, por dos helicópteros MI-171E pesados multipropósito de fabricación rusa, los cuales reemplazaron a los helicópteros Bell 212 con que contaba. La misión de este grupo es la de brindar apoyo operativo a la Campaña Antártica de Verano del Programa Antártico Argentino y ejecutar tareas de sostén logístico, asistencia en situaciones de emergencia y búsqueda y rescate. También se asienta en la base el Escuadrón Aeromóvil Águila, equipado con un avión DHC-6 Twin Otter de la IX Brigada Aérea, ambos rotando su personal y unidades según sea necesario.

## Instalaciones de la base
La base cuenta con alojamientos para el personal, talleres de mantenimiento general, usina, enlaces de radio, planta de tratamiento de residuos cloacales, centro meteorológico, museo y hangar para aeronaves. En invierno la base tiene un promedio de 75 habitantes, pero en verano la población llega hasta 150. Posee una planta eléctrica de 1050 kW y en 2010 se instaló un aerogenerador.
La logística y el mantenimiento de la base lo realiza Fuerza Aérea Argentina; el aporte científico lo realizan la Dirección Nacional del Antártico y el Servicio Meteorológico Nacional.
La base cuenta con las siguientes instalaciones:
- Una estación APT (Automatic Picture Transmission), receptor de imágenes satelitales.
- Una usina principal que cuenta con tres grupos electrógenos Caterpillar y tablero de operaciones.
- Antena satelital para televisión, Internet y planta transmisora.
- Cisternas para almacenamiento de combustible.
- Taller de mantenimiento de máquinas viales y transporte.
- Taller de mantenimiento general de las instalaciones con pañol de herramientas.
- Depósito de materiales.
- Carpintería.
- Herrería.
- Tornería.
- Laboratorio de electricidad.
- Plomería.
- Módulo de lanzamiento de globos meteorológicos.
- Un depósito de la DNA.
- Una planta de tratamiento de residuos cloacales.
- Plataforma de estacionamiento de aeronaves.
- Plataforma de vuelo.
- Terminal aérea de pasajeros.
- Dos cámaras frigoríficas.
- Equipos de apoyo terrestre y al vuelo.
- Casa de emergencia con capacidad para 28 camas.
- Cocina.
- Comedor.
- Sistema de agua potable y red cloacal.
- CATV (Televisión).
- Telefonía celular, pública e interna.
- Sistema de alarma contraincendio.
- Planta de incineración y clasificación de residuos.
- Derretidor de nieve.
- Equipos de remolque y de transporte de personal y cargas.
- Máquinas viales.

La infraestructura de la base cuenta con 5208 m² bajo techo, 102 m² de laboratorios científicos, un cuarto de conferencias para 63 personas, área logística de 5012 m² y 170 camas. Cuenta para transporte: 5 vehículos de bomberos, 1 ambulancia, 1 camioneta, 1 autoelevador,  1 camión, 4 camiones todo terreno, 6 cuatriciclos todo terreno, 1 buldócer, 3 palas cargadoras y 1 tractor.

## Planta central

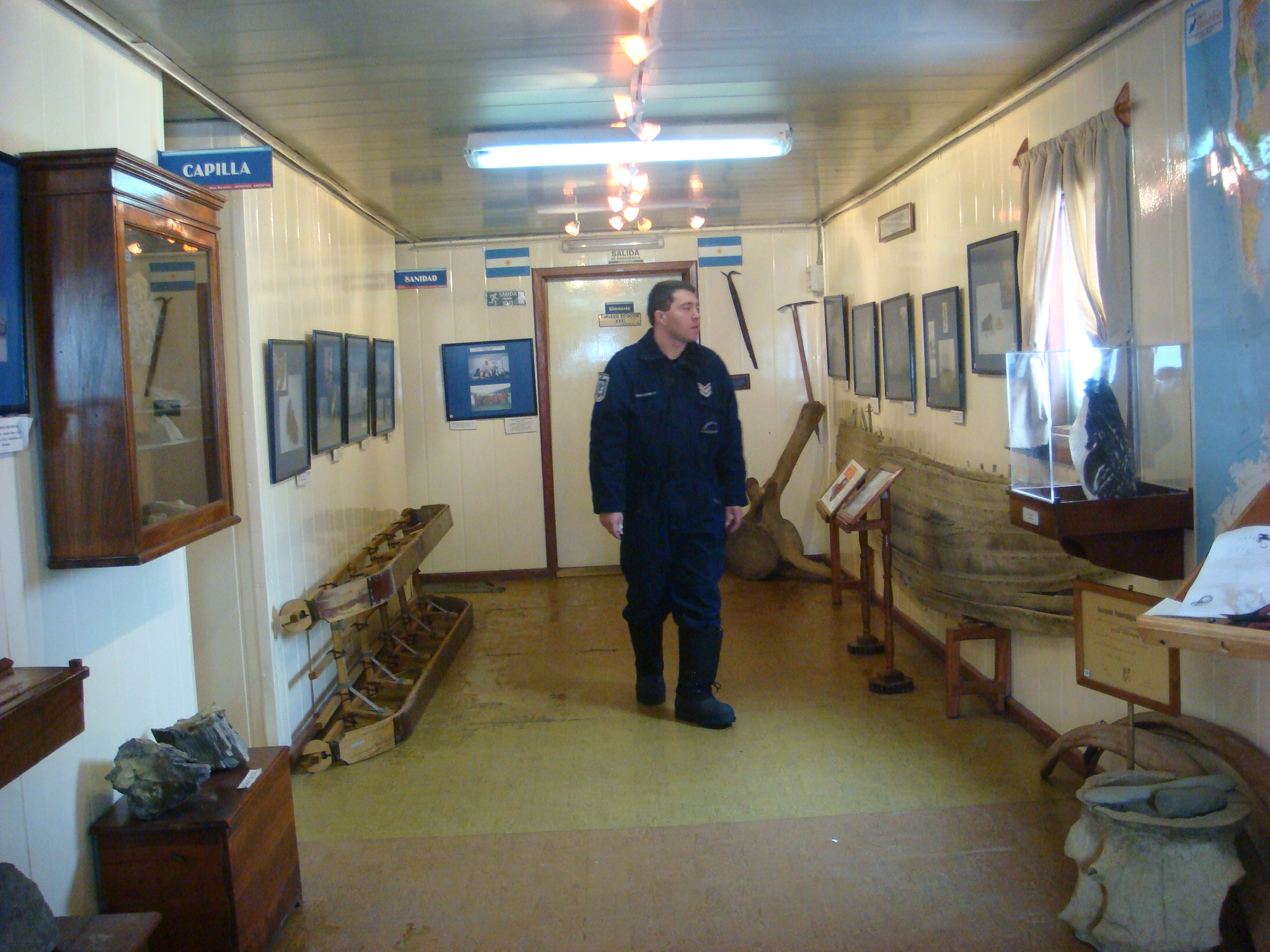
El Museo «Patrulla Soberanía» en la base Marambio.

Los edificios/sectores de la planta central son los siguientes: 
- Casino/Comedor.
- Biblioteca.
- Correo Argentino.
- Teléfono Público.
- Sala de Juegos.
- TV e Internet
- Gimnasio.
- Lavandería
- Cámara Frigorífica Nro.1
- Alojamientos
- Central de comunicaciones
- Centro Meteorológico Internacional "MBI"
- Sanidad - Hospital (posee servicios de rayos X, curaciones, desfibrilador, odontología y telemedicina).
- Capilla Santísima Virgen de Luján.
- Subestación Energética Nro.2.
- Derretidor de nieve.
- Estación Ozono/UV.
- Jefatura de la base.

## Casa de botes Vallverdú
La casa de botes Vallverdú se encuentra ubicada sobre la costa de la bahía López de Bertodano en la isla Marambio a 64°15′22.9″S 56°44′23.4″O / -64.256361, -56.739833, entre el cabo Bodman y la desembocadura del chorrillo Díaz. Fue construida en 2008 por la Dirección Nacional del Antártico como punto de apoyo logístico modelo para el desarrollo de actividades científicas y técnicas relacionadas con las Ciencias de la Tierra, Ciencias de la Vida y a la capacitación de personal.